# Serafiel
Serafiel (em hebraico: שׂרפיאל) é um anjo no apócrifo livro de Enoque. Protetor de Metatron, Serafiel tem a mais alta hierarquia dos serafims com o seguinte diretamente abaixo dele, Jeoel. Em alguns textos, ele é referido como o anjo do silêncio. Como chefe dos Serafins ele é  um dos oito anjos  juízes e um príncipe do Merkabah..
No Terceiro Livro de Enoque, Serafiel é descrito como um enorme, brilhante e tão alto quanto os sete céus com a face sendo como a face dos anjos e seu corpo como o corpo de águias. Ele é bonito como o relâmpago e a luz da estrela da manhã. Como chefe dos Serafim, ele é comprometido com o cuidado deles e ensina-lhes músicas para cantarem para a glorificação do Senhor. Na tradição mágica, Serafiel, é um dos governantes da terça-feira e também do planeta Mercúrio. Ele é chamado do norte.